# Juscelino I de Courtenay
Juscelino I de Courtenay (1034 -?)  foi um nobre da França medieval, tendo sido detentor do senhorio de Courtenay.

## Biografia
Juscelino I, foi o 2º senhor de Courtenay, território que recebeu como herança de seu pai Hutton Courtenay, sucedeu ao seu pai numa data incerta, tal como é incerta a data da sua morte. 

## Relações familiares
Foi filho de Hutton Courtenay (Courtenay, c. 985 - Courtenay, 1000). Foi casado mais de uma vez, a primeira em 1060 casou com Hildegarda de Château-Landon também conhecida como Hildegarda de Anjou  (1035 -?), filha de Godofredo II de Gâtinais  (? - 30 de Abril de 1042), Conde de Gâtinais e de Ermengarde de Anjou, de quem teve:
1. Vaindemonde de Courtenay[3], casada com Godofredo de Joigny[2], Conde de Joigny e Senhor de Joinville).

O segundo casamento aconteceu em 1065, com Elisabete de Montlhery também conhecida como Isabella Montléry, filha de Gui I de Montlhéry e de Gometz Hodierne La Ferté, sendo que esta era irmã da mãe do rei Balduíno II de Jerusalém. Deste casamento nasceram:
1. Hodierne de Courtenay[2], casada com Godofredo de Joigny, Conde de Joigny e Senhor de Joinville,
2. Miles de Courtenay (? - 1138), Senhor de Courtenay, casado em 1095 com Ermengarda de Nevers[1], filha do conde Reinaldo II de Nevers[4] (1055 - 5 de agosto de 1089), conde de Nevers, Auxerre e Tonnerre, sendo que um dos filhos deste casamento, Reinaldo de Courtenay[5], casou com Isabel de Donjon, (1110 - 1153);
3. Joscelino I de Edessa[1] (1074 - 1131), príncipe cruzado, senhor de Turbessel de 1101 a 1113, príncipe da Galileia de 1113 a 1119 e conde de Edessa de 1119 até à sua morte;
4. Godofredo de Courtenay[1] (? - 1137 ou 1139);
5. Reinaldo de Courtenay (? - c. de 1133), enterrado na Abadia de Saint-Jean, abadia da Ordem de Cister, onde sua mãe se havia tornado freira depois de sua viuvez[5].